# لیگ قهرمانان اروپا ۱۳–۲۰۱۲
لیگ قهرمانان اروپا ۱۳–۲۰۱۲ پنجاه و هشتمین دوره از مسابقات فوتبال باشگاه‌های برتر اروپا و بیست و یکمین دوره لیگ قهرمانان اروپا بود.
چلسی مدافع عنوان قهرمانی بود که در همان مرحله گروهی از دور رقابتها حذف شد.
دیدار نهایی در تاریخ ۲۵ می ۲۰۱۳ در ورزشگاه ومبلی لندن بین دو تیم آلمانی بایرن مونیخ و بروسیا دورتموند برگزار شد و در نهایت با برتری دو بر یک بایرن مونیخ به پایان رسید.  کریستیانو رونالدو ستاره پرتغالی رئال مادرید با ۱۲ گل زده آقای گل شد. 

## رتبه بندی کشورها
۷۶ تیم در فصل ۱۳–۲۰۱۲ از ۵۲ لیگ اروپایی وارد این دوره از مسابقه‌ها شدند که براساس امتیازها و عملکردشان در رقابتهای اروپایی از فصل ۰۷–۲۰۰۶ تا ۱۱–۲۰۱۰ رتبه بندی شدند و سهمیه گرفتند. 
| رتبه | فدراسیون | امتیاز | تیم‌ها |
| ---- | -------- | ------ | ----- |
| ۱    | انگلستان | ۸۵٫۷۸۵ | ۴     |
| ۲    | اسپانیا  | ۸۲٫۳۲۹ | ۴     |
| ۳    | آلمان    | ۶۹٫۴۳۶ | ۴     |
| ۴    | ایتالیا  | ۶۰٫۵۵۲ | ۳     |
| ۵    | فرانسه   | ۵۳٫۶۷۸ | ۳     |
| ۶    | پرتغال   | ۵۱٫۵۹۶ | ۳     |
| ۷    | روسیه    | ۴۴٫۷۰۷ | ۲     |
| ۸    | اوکراین  | ۴۳٫۸۸۳ | ۲     |
| ۹    | هلند     | ۴۰٫۱۲۹ | ۲     |
| ۱۰   | ترکیه    | ۳۵٫۰۵۰ | ۲     |
| ۱۱   | یونان    | ۳۴٫۱۶۶ | ۲     |
| ۱۲   | دانمارک  | ۳۰٫۵۵۰ | ۲     |
| ۱۳   | بلژیک    | ۲۷٫۰۰۰ | ۲     |
| ۱۴   | رومانی   | ۲۵٫۸۲۴ | ۲     |
| ۱۵   | اسکاتلند | ۲۵٫۱۴۱ | ۲     |
| ۱۶   | سوئیس    | ۲۴٫۹۰۰ | ۱     |
| ۱۷   | اسرائیل  | ۲۲٫۰۰۰ | ۱     |
| ۱۸   | چک       | ۲۰٫۸۵۰ | ۱     |

| رتبه | فدراسیون        | امتیاز | تیم‌ها |
| ---- | --------------- | ------ | ----- |
| ۱۹   | اتریش           | ۲۰٫۷۰۰ | ۱     |
| ۲۰   | قبرس            | ۱۸٫۱۲۴ | ۱     |
| ۲۱   | بلغارستان       | ۱۷٫۸۷۵ | ۱     |
| ۲۲   | کرواسی          | ۱۶٫۱۲۴ | ۱     |
| ۲۳   | بلاروس          | ۱۶٫۰۸۳ | ۱     |
| ۲۴   | لهستان          | ۱۵٫۹۱۶ | ۱     |
| ۲۵   | اسلواکی         | ۱۴٫۴۹۹ | ۱     |
| ۲۶   | نروژ            | ۱۴٫۳۷۵ | ۱     |
| ۲۷   | صربستان         | ۱۴٫۲۵۰ | ۱     |
| ۲۸   | سوئد            | ۱۴٫۱۲۵ | ۱     |
| ۲۹   | بوسنی و هرزگوین | ۹٫۱۲۴  | ۱     |
| ۳۰   | فنلاند          | ۸٫۹۶۶  | ۱     |
| ۳۱   | ایرلند          | ۸٫۷۰۸  | ۱     |
| ۳۲   | مجارستان        | ۸٫۵۰۰  | ۱     |
| ۳۳   | مولداوی         | ۷٫۷۴۹  | ۱     |
| ۳۴   | لیتوانی         | ۷٫۷۰۸  | ۱     |
| ۳۵   | لتونی           | ۷٫۴۱۵  | ۱     |
| ۳۶   | گرجستان         | ۶٫۹۵۷  | ۱     |

| رتبه | فدراسیون     | امتیاز | تیم‌ها |
| ---- | ------------ | ------ | ----- |
| ۳۷   | آذربایجان    | ۵٫۷۴۸  | ۱     |
| ۳۸   | اسلوونی      | ۵٫۴۹۸  | ۱     |
| ۳۹   | مقدونیه      | ۵٫۴۱۵  | ۱     |
| ۴۰   | ایسلند       | ۵٫۳۳۲  | ۱     |
| ۴۱   | قزاقستان     | ۴٫۳۷۴  | ۱     |
| ۴۲   | لیختن اشتاین | ۴٫۴۹۹  | ۰     |
| ۴۳   | مونته‌نگرو    | ۳٫۸۷۵  | ۱     |
| ۴۴   | آلبانی       | ۳٫۸۷۴  | ۱     |
| ۴۵   | استونی       | ۳٫۷۹۱  | ۱     |
| ۴۶   | ولز          | ۲٫۷۹۰  | ۱     |
| ۴۷   | ارمنستان     | ۲٫۵۸۳  | ۱     |
| ۴۸   | مالت         | ۲٫۴۱۶  | ۱     |
| ۴۹   | ایرلند شمالی | ۲٫۲۴۹  | ۱     |
| ۵۰   | جزایر فارو   | ۱٫۴۱۶  | ۱     |
| ۵۱   | لوکزامبورگ   | ۱٫۳۷۴  | ۱     |
| ۵۲   | آندورا       | ۱٫۰۰۰  | ۱     |
| ۵۳   | سن مارینو    | ۰٫۹۱۶  | ۱     |

## قهرمان
| قهرمان لیگ قهرمانان اروپا ١٣-٢٠١٢ |
| --------------------------------- |
| بایرن مونیخ                       |
| پنجمین قهرمانی                    |